# Polygala rupestris
Espèce
Polygala rupestris est une espèce de plantes à fleurs de la famille des Polygalaceae trouvée en région méditerranéenne.

## Description générale
Polygala rupestris est un petit arbrisseau possédant des tiges ligneuses à la base. Elles sont ramifiées, plus ou moins imbriquées ou décombantes, très glabres et mesurent 6  à   20 cm. Les feuilles épaisses, ovales, glabres, mesurent 10  à   15 mm. À l'aisselle des feuilles supérieures de la tige sont insérées de courtes grappes ne s'allongeant pas après la floraison. Elles portent 1 à 5 fleurs mesurant au plus 5  à   6 mm, bleuâtres, blanchâtres ou rougeâtres. Les sépales latéraux pétaloïdes, appelés ailes, sont munies d'une large bande verdâtre renfermant 3 nervures peu nettes,.

## Sous-espèces et variétés
- Polygala rupestris Pourr. subsp. rupestris
- Polygala rupestris Pourr. var. rupestris
- Polygala rupestris subsp. oxycoccoides (Desf.) Batt. (1888)

## Taxinomie

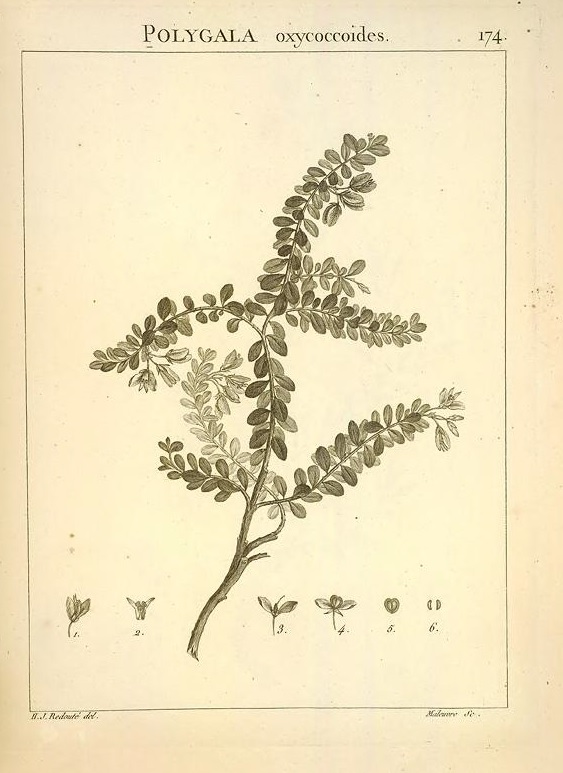
Illustration de Polygala oxycoccoides, renommé P. rupestris subsp. oxycoccoides. Dessin par Henri-Joseph Redouté.

Cette plante a été décrite la première fois par l'abbé Pierre André Pourret en 1788. L'épithète spécifique provient de rūpēs, paroi de rocher.
Polygala font-queri est une espèce dédiée par le botaniste espagnol Carlos Pau Español à son collègue Pius Font i Quer, mais ce dernier en fait une sous-espèce Polygala rupestris subsp. font-queri (Pau) Font Quer (1931).

## Écologie
Polygala rupestris se rencontre dans les rochers calcaires, les broussailles,. C'est une méditerranéenne occidentale : en Espagne, en France, en Maroc, en Algérie et en Tunisie.
La sous-espèce tunetanum décrite par Murbeck (synonyme de la variété oxyccocoides de Chodat) était considérée comme endémique de la Tunisie. Elle a été incluse dans la sous-espèce rupestris présente également au Maroc et en Algérie.